# Antonio Nocerino
Antonio Nocerino (Napoli, 9 aprile 1985) è un allenatore di calcio ed ex calciatore italiano, di ruolo centrocampista, tecnico dei Las Vegas Lights.
Con la nazionale italiana è stato vicecampione d'Europa a Polonia-Ucraina 2012.

## Biografia
È originario del Pallonetto di Santa Lucia. Sposato è padre di quattro figli.
Ha conseguito il diploma di ragioniere.

## Caratteristiche tecniche
Centrocampista con doti da incontrista, durante la sua permanenza alla Juventus viene impiegato anche come esterno destro di centrocampo o come regista.
Resistente, veloce e determinato, possiede corsa, spinta ed abilità nel pressing. È spesso presente in zona-gol, provando tiri da fuori area, pericolosi inserimenti con e senza palla o realizzando assist per i compagni.
Affina queste sue caratteristiche con il Palermo nella stagione 2010-2011, in cui si completa tatticamente e migliora in fase offensiva.

## Carriera

### Giocatore

#### Club

##### Inizi
Ha iniziato a giocare a calcio all'età di 5 anni in una piccola squadra del suo quartiere (Scuola Calcio San Paolo, ex CRAL ATAN), allenata dal padre. Il calciatore napoletano è poi cresciuto nelle giovanili della Juventus all'età di tredici anni. Esordisce tra i professionisti l'11 settembre 2003 con la maglia dell'Avellino in Serie B, nel pareggio a reti inviolate contro il Palermo. In tre stagioni e mezzo giocate nella serie cadetta, colleziona 111 presenze.
Dopo aver giocato anche con Genoa, Catanzaro e Crotone, il 12 febbraio 2006 esordisce in Serie A con il Messina nella partita persa per 4-2 contro la Sampdoria. Con la squadra siciliana segna il suo primo gol in massima serie, il 7 maggio 2006 al San Filippo contro l'Empoli, rete che non gli verrà legittimata in quanto quella partita fu alla fine persa a tavolino per 3-0.
Nella stagione 2006-2007 passa in compartecipazione al Piacenza, dove totalizza 37 partite e 6 gol contribuendo al quarto posto degli emiliani.

##### Juventus
Nell'estate del 2007 la Juventus, ancora detentrice della metà del cartellino del calciatore, ne riscatta il rimanente 50% dalla formazione emiliana per 3,7 milioni di euro.
Fa il suo esordio ufficiale con la maglia bianconera nella prima giornata di campionato contro il Livorno, partita terminata con il punteggio di 5-1 a favore della squadra torinese. Nel girone di ritorno, con l'arrivo a Torino di Mohamed Sissoko, Nocerino non viene impiegato più con continuità ma riesce comunque a concludere in maniera positiva la sua esperienza alla Juventus - iniziata nelle giovanili - con 32 presenze in campionato e 4 in Coppa Italia.

##### Palermo

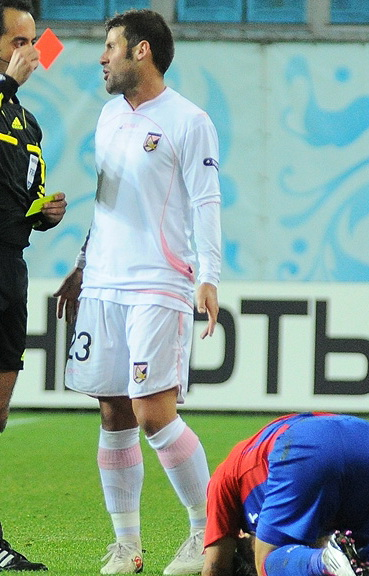
Nocerino riceve un'espulsione durante -Palermo del 4 novembre 2010

Il 30 maggio 2008 si trasferisce a titolo definitivo al Palermo, nell'ambito dell'operazione che porta Amauri alla Juventus. Esordisce con la maglia rosanero il 13 settembre seguente al Barbera nella vittoria contro la Roma per 3-1. Nocerino riesce a trovare continuità nelle presenze, giocando titolare per quasi tutta la stagione ma termina la stessa come riserva venendo talvolta utilizzato dal mister Davide Ballardini nel ruolo di mediano. Colleziona 33 presenze finali (tutte in campionato) senza mai andare in rete; giocando accanto al compagno di squadra Mark Bresciano, più offensivo di Nocerino, egli aveva compiti difensivi e di rottura del gioco.
Nella stagione 2009-2010, con Walter Zenga in panchina, parte nuovamente titolare, ma nel breve termine diventa una riserva. Il 23 settembre segna il suo primo gol sia in Serie A sia con la maglia rosanero nella quinta giornata di campionato disputata al Barbera contro la Roma, terminata sul punteggio di 3-3. Con l'arrivo di Delio Rossi sulla panchina siciliana al posto di Zenga, torna titolare inamovibile e gli vengono maggiormente affidati compiti, oltre ai soliti di interdizione, di finalizzazione e di accompagnamento della manovra d'attacco, lasciando così la fase difensiva a Giulio Migliaccio anche in considerazione del fatto che Bresciano non è stato più titolare nella formazione. Tatticamente è stato utilizzato anche in fase di copertura della fascia sinistra nelle occasioni in cui il terzino Federico Balzaretti si è spinto in avanti. Chiude la sua seconda stagione a Palermo con 35 presenze e 2 reti in campionato più 3 presenze in Coppa Italia.
Per la stagione 2010-2011 ha lasciato il numero 9 ad Abel Hernández, scegliendo per sé il 23, giorno della morte di Padre Pio, al quale si dichiara devoto. La partita di andata degli spareggi di Europa League contro gli sloveni del Maribor (vittoria per 3-0), che apre la stagione, è stato il suo esordio in una competizione internazionale per club. Raggiunge il traguardo delle 100 presenze con la maglia del Palermo tra Serie A (89 apparizioni), Coppa Italia (5) ed Europa League (6) nei quarti di finale di Coppa Italia vinti ai tiri di rigore contro il Parma. Il 3 febbraio 2011, in Palermo-Fiorentina (2-4), segna la sua terza rete in un campionato di massima serie, stabilendo un personale primato. Il 10 aprile successivo, in Palermo-Cesena (2-2), gioca la centesima partita in Serie A con il Palermo. Chiude l'ottima stagione con 49 presenze e 4 gol tra campionato, Coppa Italia ed Europa League, risultando il calciatore più utilizzato della squadra (ha giocato tutte le 5 partite che hanno visto coinvolti i rosanero nella coppa nazionale persa in finale contro l'Inter per 3-1), di cui è stato uno degli uomini più importanti.
Nella stagione 2011-2012, dopo aver disputato le due partite del terzo turno preliminare di Europa League contro gli svizzeri del Thun, lascia la squadra siciliana dopo averne vestito la maglia per 122 volte complessivamente, con 6 reti all'attivo.

##### Milan

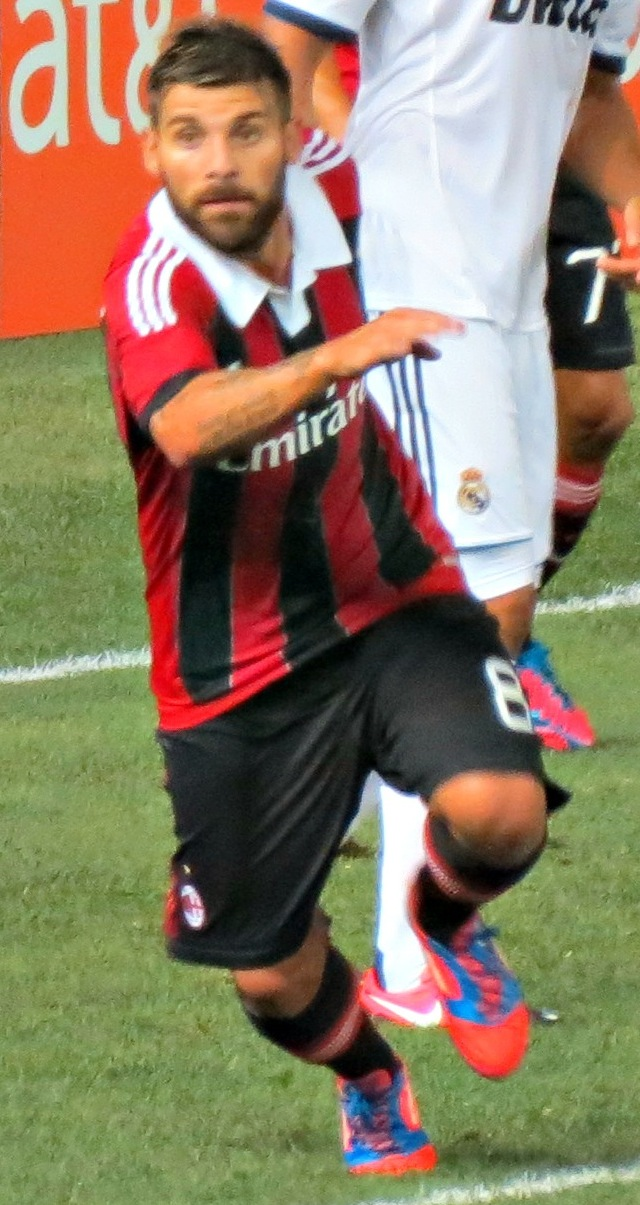
Nocerino in maglia rossonera nel 2012

In scadenza di contratto con il Palermo alla fine della stagione 2011-2012, il 31 agosto 2011, ultimo giorno della sessione estiva di calciomercato, passa a titolo definitivo al Milan per 500.000 euro; con la società rossonera firma un contratto quinquennale e indossa la casacca numero 22. Voluto dall'allenatore Massimiliano Allegri, esordisce in maglia rossonera il 9 settembre 2011 nella partita di campionato contro la Lazio terminata 2-2, subentrando ad Alberto Aquilani. Quattro giorni dopo, il 13 settembre 2011, esordisce in Champions League nella prima partita della fase a gironi, disputando l'intero incontro pareggiato per 2-2 in trasferta contro il Barcellona.
Segna il suo primo gol in maglia rossonera il 15 ottobre seguente a San Siro nel 3-0 contro la sua ex squadra, il Palermo. Il 26 ottobre seguente, in Milan-Parma (4-1) della nona giornata di campionato, realizza la sua prima tripletta in carriera, eguagliando il suo record di 4 reti in Serie A ottenuto nella stagione precedente con il Palermo. Il 2 dicembre successivo supera questo primato, andando a segno nella vittoriosa trasferta contro il Genoa, fissando il punteggio sul definitivo 0-2.
Il 29 gennaio successivo segna contro il Cagliari a San Siro, gara terminata 3-0, eguagliando il record di gol stagionali realizzati in campionato da un mediano con la maglia del Milan, appartenuto a Romeo Benetti.
Chiude la sua prima stagione in rossonero con 35 partite in campionato, 3 in Coppa Italia e 10 in Champions League, con 11 reti complessive.
Per l'annata seguente cambia maglia, prendendo la numero 8 che nell'annata precedente era stata indossata da Gennaro Gattuso. Segna la sua prima rete stagionale il 9 dicembre 2012, in occasione della partita vinta per 4-2 in casa del Torino. Chiude la sua seconda stagione in rossonero con 26 presenze in campionato, accompagnate da 2 gol (l'altra rete la segna contro il Pescara nel 4-1 del turno successivo a quello contro il Torino), e 3 presenze in Champions League. Nella stagione 2013-2014 cambia nuovamente il numero di maglia, passando al 23 lasciato libero dopo la partenza di Massimo Ambrosini; nella prima parte dell'annata scende in campo undici volte, senza trovare la via della rete.

##### Prestiti a West Ham, Torino e Parma
Il 25 gennaio 2014 passa in prestito fino a fine stagione al West Ham, in Premier League. Gli viene assegnata la maglia numero 47, indossata per la prima volta in gare ufficiali il 29 gennaio seguente, in occasione della partita esterna di campionato pareggiata per 0-0 contro il Chelsea.
Di ritorno dal prestito in Inghilterra, il 2 luglio viene ceduto, sempre con la formula del prestito, al Torino, con cui debutta il 31 luglio seguente nella partita di andata del terzo turno preliminare di Europa League, vinta in trasferta per 3-0 contro gli svedesi del Brommapojkarna.
Il 15 gennaio 2015, dopo 5 partite di campionato e 6 di Europa League, il Torino decide di terminare il prestito di Nocerino ed il centrocampista viene girato al Parma fino a fine stagione.
Segna il suo primo gol con la maglia degli emiliani il 1º febbraio proprio contro il Milan. Gioca 20 partite e segna 3 gol ma il Parma fallisce e a fine stagione fa ritorno al Milan. Il 16 febbraio 2016 risolve consensualmente il suo contratto con i rossoneri.

##### Orlando City
Rimasto svincolato, Nocerino si accorda con la squadra statunitense degli Orlando City, dove ritrova anche il suo ex compagno di squadra Kaká. Si svincola il 31 dicembre 2017.

##### Benevento
Dopo sei mesi trascorsi senza squadra, il 6 luglio 2018 firma un contratto biennale (con opzione per un ulteriore anno) con il Benevento e ritorna a giocare in Italia. Il 19 dicembre rescinde consensualmente il contratto.. Il 23 gennaio 2020, dopo un anno da svincolato, si ritira dal calcio professionistico all'età di 34 anni.

#### Nazionale

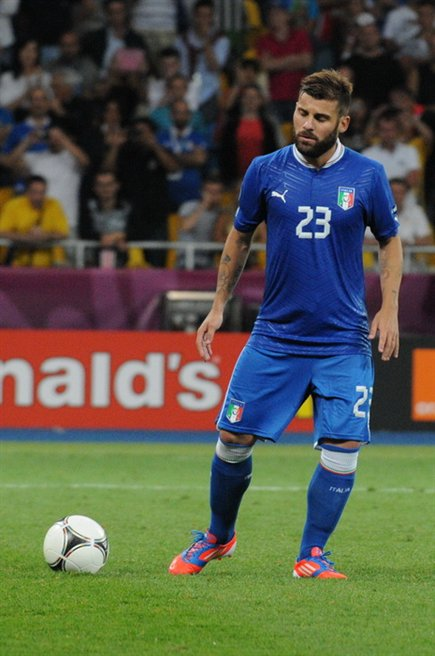
Nocerino durante i quarti di finale dell'Europeo 2012 contro l'Inghilterra

Nocerino ha preso parte al Mondiale Under-20 del 2005, mentre con la Nazionale Under-21, con la quale ha esordito il 15 agosto 2006, ha disputato l'Europeo di categoria del 2007, giocando tutte le partite da titolare.
Ha esordito in Nazionale maggiore il 17 ottobre 2007, a 22 anni, nella partita amichevole Italia-Sudafrica (2-0).
Nell'estate del 2008 viene convocato dal CT Pierluigi Casiraghi nella Nazionale Olimpica per partecipare ai Giochi olimpici di Pechino, dove veste la fascia di capitano della squadra.
Il 6 febbraio 2011, a più di tre anni di distanza dall'ultima volta che ha vestito la maglia azzurra, ottiene la convocazione da parte di Cesare Prandelli per la partita amichevole contro la Germania del 9 febbraio seguente, senza però scendere in campo. Il 20 marzo successivo, invece, riceve la convocazione in vista delle partite contro Slovenia (qualificazione agli Europei 2012) ed Ucraina (amichevole): nella prima partita (disputata il 25 marzo e vinta in trasferta per 1-0) subentra a Stefano Mauri al 63', mentre nella seconda (un'altra vittoria in trasferta per 2-0 quattro giorni dopo) gioca per la prima volta da titolare e per tutta la partita.
Il 13 maggio 2012 viene inserito dal CT Prandelli nella lista dei 32 calciatori pre-convocati per la fase di preparazione in vista dell'Europeo 2012, venendo poi incluso nella lista definitiva consegnata il 29 maggio seguente. Dopo aver debuttato nella manifestazione il 10 giugno 2012 subentrando al 90' a Thiago Motta durante la partita d'esordio contro la Spagna, il 24 giugno successivo, nella partita dei quarti di finale contro l'Inghilterra terminata sul punteggio di 0-0 dopo i supplementari, tira e realizza uno dei quattro rigori decisivi per il passaggio degli Azzurri in semifinale. Nel corso della manifestazione, chiusa dall'Italia al secondo posto dopo la sconfitta in finale per 4-0 contro la Spagna, Nocerino disputa in totale queste due partite citate.

### Allenatore
Nel gennaio 2020, Nocerino inizia ufficialmente la propria carriera da allenatore, ritornando all'Orlando City, dove viene nominato allenatore della selezione Under-15 e assistente-allenatore della formazione Under-17.
A settembre dello stesso anno, inizia a frequentare a Coverciano il corso UEFA A per poter allenare le prime squadre fino alla Serie C ed essere allenatori in seconda in Serie A e B.

#### Primavera del Potenza
Il 9 luglio 2022, Nocerino viene nominato tecnico della formazione Primavera del Potenza, club di Serie C, assumendo contemporaneamente anche il ruolo di responsabile del settore giovanile della squadra lucana.
Nel settembre dello stesso anno, viene ammesso al corso di formazione per la licenza UEFA Pro, il massimo livello di formazione per un allenatore, venendo infine abilitato un anno dopo dal Settore Tecnico della FIGC.

#### Miami FC e Las Vegas Lights FC
Il 14 novembre 2023, viene ingaggiato come nuovo tecnico del Miami FC, squadra militante nella USL Championship, la seconda serie statunitense. Il 17 ottobre 2024 lascia il club avendo collezionato 28 sconfitte in 33 partite e con la squadra ultima in classifica con 11 punti.
Nel gennaio del 2025 viene ingaggiato dal Las Vegas Lights FC, club del secondo livello del campionato statunitense .

## Statistiche

### Presenze e reti nei club
Statistiche aggiornate al 4 dicembre 2018.
| Stagione            | Squadra             | Campionato          | Campionato | Campionato | Coppe nazionali | Coppe nazionali | Coppe nazionali | Coppe continentali | Coppe continentali | Coppe continentali | Altre coppe | Altre coppe | Altre coppe | Totale | Totale |
| Stagione            | Squadra             | Comp                | Pres       | Reti       | Comp            | Pres            | Reti            | Comp               | Pres               | Reti               | Comp        | Pres        | Reti        | Pres   | Reti   |
| ------------------- | ------------------- | ------------------- | ---------- | ---------- | --------------- | --------------- | --------------- | ------------------ | ------------------ | ------------------ | ----------- | ----------- | ----------- | ------ | ------ |
| 2003-2004           | Avellino            | B                   | 34         | 0          | CI              | 0               | 0               | -                  | -                  | -                  | -           | -           | -           | 34     | 0      |
| 2004-gen. 2005      | Genoa               | B                   | 5          | 0          | CI              | 0               | 0               | -                  | -                  | -                  | -           | -           | -           | 5      | 0      |
| gen.-giu. 2005      | Catanzaro           | B                   | 21         | 0          | CI              | -               | -               | -                  | -                  | -                  | -           | -           | -           | 21     | 0      |
| 2005-gen. 2006      | Crotone             | B                   | 15         | 0          | CI              | 0               | 0               | -                  | -                  | -                  | -           | -           | -           | 15     | 0      |
| gen.-giu. 2006      | Messina             | A                   | 11         | 1          | CI              | -               | -               | -                  | -                  | -                  | -           | -           | -           | 11     | 1      |
| 2006-2007           | Piacenza            | B                   | 37         | 6          | CI              | 2               | 0               | -                  | -                  | -                  | -           | -           | -           | 39     | 6      |
| 2007-2008           | Juventus            | A                   | 32         | 0          | CI              | 4               | 0               | -                  | -                  | -                  | -           | -           | -           | 36     | 0      |
| 2008-2009           | Palermo             | A                   | 33         | 0          | CI              | 0               | 0               | -                  | -                  | -                  | -           | -           | -           | 33     | 0      |
| 2009-2010           | Palermo             | A                   | 35         | 2          | CI              | 3               | 0               | -                  | -                  | -                  | -           | -           | -           | 38     | 2      |
| 2010-2011           | Palermo             | A                   | 38         | 4          | CI              | 5               | 0               | UEL                | 6                  | 0                  | -           | -           | -           | 49     | 4      |
| ago. 2011           | Palermo             | A                   | 0          | 0          | CI              | 0               | 0               | UEL                | 2                  | 0                  | -           | -           | -           | 2      | 0      |
| Totale Palermo      | Totale Palermo      | Totale Palermo      | 106        | 6          |                 | 8               | 0               |                    | 8                  | 0                  |             | -           | -           | 122    | 13     |
| 2011-2012           | Milan               | A                   | 35         | 10         | CI              | 3               | 0               | UCL                | 10                 | 1                  | SI          | -           | -           | 48     | 11     |
| 2012-2013           | Milan               | A                   | 26         | 2          | CI              | 0               | 0               | UCL                | 3                  | 0                  | -           | -           | -           | 29     | 2      |
| 2013-gen. 2014      | Milan               | A                   | 11         | 0          | CI              | 2               | 0               | UCL                | 3                  | 0                  | -           | -           | -           | 16     | 0      |
| gen.-giu. 2014      | West Ham            | PL                  | 10         | 0          | FACup+CdL       | -               | -               | -                  | -                  | -                  | -           | -           | -           | 10     | 0      |
| 2014-gen. 2015      | Torino              | A                   | 5          | 0          | CI              | 0               | 0               | UEL                | 6                  | 0                  |             | -           | -           | 11     | 0      |
| gen.-giu. 2015      | Parma               | A                   | 20         | 3          | CI              | 1               | 0               | -                  | -                  | -                  | -           | -           | -           | 21     | 3      |
| 2015-feb. 2016      | Milan               | A                   | 2          | 0          | CI              | 1               | 0               | -                  | -                  | -                  | -           | -           | -           | 3      | 0      |
| Totale Milan        | Totale Milan        | Totale Milan        | 74         | 12         |                 | 6               | 0               |                    | 16                 | 1                  |             | -           | -           | 96     | 16     |
| 2016                | Orlando City        | MLS                 | 21         | 0          | USOC            | 2               | 0               | -                  | -                  | -                  | -           | -           | -           | 23     | 0      |
| 2017                | Orlando City        | MLS                 | 31         | 1          | USOC            | 1               | 0               | -                  | -                  | -                  | -           | -           | -           | 32     | 1      |
| Totale Orlando City | Totale Orlando City | Totale Orlando City | 52         | 1          |                 | 3               | 0               |                    | -                  | -                  |             | -           | -           | 55     | 1      |
| lug.-dic. 2018      | Benevento           | B                   | 6          | 0          | CI              | 3               | 0               | -                  | -                  | -                  | -           | -           | -           | 9      | 0      |
| Totale carriera     | Totale carriera     | Totale carriera     | 428        | 29         |                 | 27              | 0               |                    | 30                 | 1                  |             | -           | -           | 485    | 30     |

### Cronologia presenze e reti in nazionale
| Cronologia completa delle presenze e delle reti in nazionale ― Italia | Cronologia completa delle presenze e delle reti in nazionale ― Italia | Cronologia completa delle presenze e delle reti in nazionale ― Italia | Cronologia completa delle presenze e delle reti in nazionale ― Italia | Cronologia completa delle presenze e delle reti in nazionale ― Italia | Cronologia completa delle presenze e delle reti in nazionale ― Italia | Cronologia completa delle presenze e delle reti in nazionale ― Italia | Cronologia completa delle presenze e delle reti in nazionale ― Italia |
| Data                                                                  | Città                                                                 | In casa                                                               | Risultato                                                             | Ospiti                                                                | Competizione                                                          | Reti                                                                  | Note                                                                  |
| --------------------------------------------------------------------- | --------------------------------------------------------------------- | --------------------------------------------------------------------- | --------------------------------------------------------------------- | --------------------------------------------------------------------- | --------------------------------------------------------------------- | --------------------------------------------------------------------- | --------------------------------------------------------------------- |
| 17-10-2007                                                            | Siena                                                                 | Italia                                                                | 2 – 0                                                                 | Sudafrica                                                             | Amichevole                                                            | -                                                                     | 73’                                                                   |
| 25-3-2011                                                             | Lubiana                                                               | Slovenia                                                              | 0 – 1                                                                 | Italia                                                                | Qual. Euro 2012                                                       | -                                                                     | 63’                                                                   |
| 29-3-2011                                                             | Kiev                                                                  | Ucraina                                                               | 0 – 2                                                                 | Italia                                                                | Amichevole                                                            | -                                                                     |                                                                       |
| 3-6-2011                                                              | Modena                                                                | Italia                                                                | 3 – 0                                                                 | Estonia                                                               | Qual. Euro 2012                                                       | -                                                                     | 24’                                                                   |
| 7-6-2011                                                              | Liegi                                                                 | Italia                                                                | 0 – 2                                                                 | Irlanda                                                               | Amichevole                                                            | -                                                                     | 58’                                                                   |
| 10-8-2011                                                             | Bari                                                                  | Italia                                                                | 2 – 1                                                                 | Spagna                                                                | Amichevole                                                            | -                                                                     | 74’                                                                   |
| 7-10-2011                                                             | Belgrado                                                              | Serbia                                                                | 1 – 1                                                                 | Italia                                                                | Qual. Euro 2012                                                       | -                                                                     | 70’                                                                   |
| 11-10-2011                                                            | Pescara                                                               | Italia                                                                | 3 – 0                                                                 | Irlanda del Nord                                                      | Qual. Euro 2012                                                       | -                                                                     | 68’                                                                   |
| 11-11-2011                                                            | Breslavia                                                             | Polonia                                                               | 0 – 2                                                                 | Italia                                                                | Amichevole                                                            | -                                                                     | 60’                                                                   |
| 29-2-2012                                                             | Genova                                                                | Italia                                                                | 0 – 1                                                                 | Stati Uniti                                                           | Amichevole                                                            | -                                                                     | 46’                                                                   |
| 1-6-2012                                                              | Zurigo                                                                | Italia                                                                | 0 – 3                                                                 | Russia                                                                | Amichevole                                                            | -                                                                     | 60’                                                                   |
| 10-6-2012                                                             | Danzica                                                               | Spagna                                                                | 1 – 1                                                                 | Italia                                                                | Euro 2012 - 1º turno                                                  | -                                                                     | 90’                                                                   |
| 24-6-2012                                                             | Kiev                                                                  | Inghilterra                                                           | 0 – 0 dts (2 – 4 dtr)                                                 | Italia                                                                | Euro 2012 - Quarti di finale                                          | -                                                                     | 80’                                                                   |
| 15-8-2012                                                             | Berna                                                                 | Inghilterra                                                           | 2 – 1                                                                 | Italia                                                                | Amichevole                                                            | -                                                                     |                                                                       |
| 11-9-2012                                                             | Modena                                                                | Italia                                                                | 2 – 0                                                                 | Malta                                                                 | Qual. Mondiali 2014                                                   | -                                                                     |                                                                       |
| Totale                                                                |                                                                       | Presenze                                                              | 15                                                                    |                                                                       | Reti                                                                  | 0                                                                     |                                                                       |

| Cronologia completa delle presenze e delle reti in nazionale ― Italia olimpica | Cronologia completa delle presenze e delle reti in nazionale ― Italia olimpica | Cronologia completa delle presenze e delle reti in nazionale ― Italia olimpica | Cronologia completa delle presenze e delle reti in nazionale ― Italia olimpica | Cronologia completa delle presenze e delle reti in nazionale ― Italia olimpica | Cronologia completa delle presenze e delle reti in nazionale ― Italia olimpica | Cronologia completa delle presenze e delle reti in nazionale ― Italia olimpica | Cronologia completa delle presenze e delle reti in nazionale ― Italia olimpica |
| Data                                                                           | Città                                                                          | In casa                                                                        | Risultato                                                                      | Ospiti                                                                         | Competizione                                                                   | Reti                                                                           | Note                                                                           |
| ------------------------------------------------------------------------------ | ------------------------------------------------------------------------------ | ------------------------------------------------------------------------------ | ------------------------------------------------------------------------------ | ------------------------------------------------------------------------------ | ------------------------------------------------------------------------------ | ------------------------------------------------------------------------------ | ------------------------------------------------------------------------------ |
| 21-5-2008                                                                      | Tolone                                                                         | Costa d'Avorio olimpica                                                        | 0 – 2                                                                          | Italia olimpica                                                                | Torneo di Tolone 2008 - 1º turno                                               | -                                                                              |                                                                                |
| 23-5-2008                                                                      | La Seyne-sur-Mer                                                               | Italia olimpica                                                                | 2 – 1                                                                          | Turchia under 23                                                               | Torneo di Tolone 2008 - 1º turno                                               | -                                                                              | 70’                                                                            |
| 25-5-2008                                                                      | Tolone                                                                         | Italia olimpica                                                                | 2 – 0                                                                          | Stati Uniti olimpica                                                           | Torneo di Tolone 2008 - 1º turno                                               | -                                                                              | 59’                                                                            |
| 27-5-2008                                                                      | Tolone                                                                         | Italia olimpica                                                                | 0 – 0 dts (5 - 4 dcr)                                                          | Giappone olimpica                                                              | Torneo di Tolone 2008 - Semifinale                                             | -                                                                              |                                                                                |
| 29-5-2008                                                                      | Tolone                                                                         | Cile under 23                                                                  | 0 – 1                                                                          | Italia olimpica                                                                | Torneo di Tolone 2008 - Finale                                                 | -                                                                              |                                                                                |
| 22-7-2008                                                                      | Pistoia                                                                        | Italia olimpica                                                                | 1 – 1                                                                          | Romania under 21                                                               | Amichevole                                                                     | -                                                                              |                                                                                |
| 7-8-2008                                                                       | Qinhuangdao                                                                    | Honduras olimpica                                                              | 0 – 3                                                                          | Italia olimpica                                                                | Olimpiadi 2008 - 1º turno                                                      | -                                                                              |                                                                                |
| 10-8-2008                                                                      | Qinhuangdao                                                                    | Italia olimpica                                                                | 3 – 0                                                                          | Corea del Sud olimpica                                                         | Olimpiadi 2008 - 1º turno                                                      | -                                                                              |                                                                                |
| 13-8-2008                                                                      | Tientsin                                                                       | Camerun olimpica                                                               | 0 – 0                                                                          | Italia olimpica                                                                | Olimpiadi 2008 - 1º turno                                                      | -                                                                              | 21’                                                                            |
| 16-8-2008                                                                      | Pechino                                                                        | Italia olimpica                                                                | 2 – 3                                                                          | Belgio olimpica                                                                | Olimpiadi 2008 - Quarti di finale                                              | -                                                                              |                                                                                |
| Totale                                                                         |                                                                                | Presenze                                                                       | 10                                                                             |                                                                                | Reti                                                                           | 0                                                                              |                                                                                |

## Palmarès

### Nazionale
- Torneo di Tolone: 1

2008

### Individuale
- Gran Galà del calcio AIC: 1

Squadra dell'anno: 2012